# Samantha Smith (actrice)
Pour les articles homonymes, voir Samantha Smith (homonymie) et Smith.
Samantha Smith est une actrice américaine née le 4 novembre 1969 à Sacramento en Californie (États-Unis).
Elle est connue pour son rôle de Mary Winchester dans la série télévisée Supernatural (2005-2019)

## Biographie
Samantha Smith est née le 4 novembre 1969 à Sacramento en Californie (États-Unis).
Ses parents sont Jane Goshorn et Arthur Smith.

### Carrière
Elle débute au cinéma en 1996 avec un petit rôle dans Jerry Maguire de Cameron Crowe et à la télévision lors d'un épisode de Seinfeld et Nash Bridges. 
Entre 2005 et 2011, elle fait des apparitions dans la série à succès, Supernatural, où elle incarne Mary Winchester, la mère de Dean (Jensen Ackles) et Sam Winchester (Jared Padalecki). En 2016, son personnage devient récurrent. En 2019, elle quitte la série au cours de la saison 14. 

### Vie privée
Elle est mariée depuis 2008 et a un fils. 

En juillet 2020, elle a révélée qu'elle avait reçu un diagnostic de cancer du sein pour la deuxième fois et qu'elle subirait une double mastectomie. 

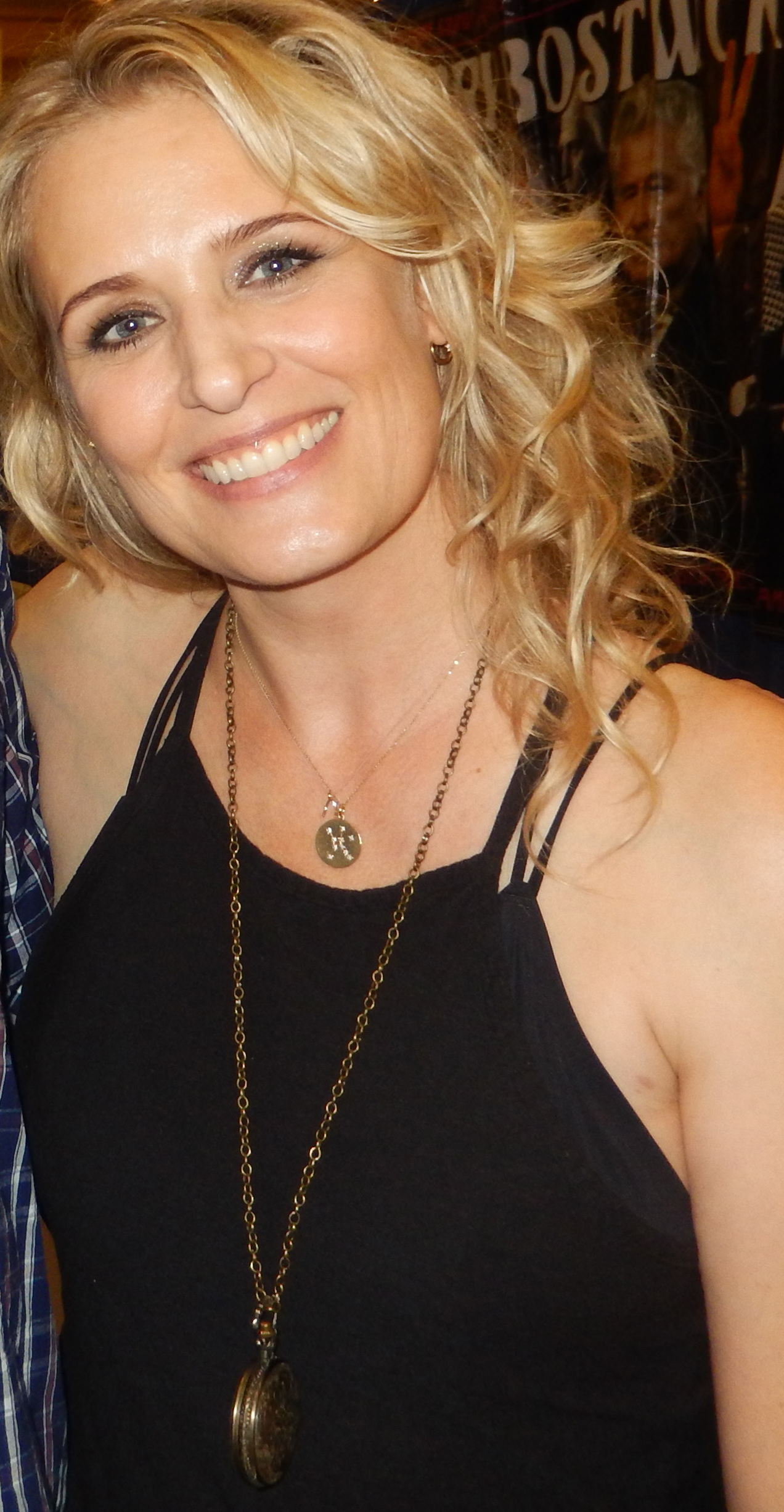
Samantha Smith en 2018.

## Filmographie

### Cinéma

#### Longs métrages
- 1996 : Jerry Maguire de Cameron Crowe : Une ex-petite amie
- 1998 : The Truth About Juliet de Sean McGinly : Juliet
- 2000 : De quelle planète viens-tu ? (What Planet Are You From?) de Mike Nichols : L'agent de bord
- 2002 : Apparitions (Dragonfly) de Tom Shadyac : Une serveuse
- 2007 : Transformers de Michael Bay : Sarah Lennox
- 2010 : The Chosen One de Rob Schneider : Christine
- 2016 : Worry Dolls de Padraig Reynolds : Amy
- 2017 : Stephanie d'Akiva Goldsman : La médecin

#### Court métrage
- 1999 : Rockin' Good Times de Daniela Amavia : Nicky

### Télévision

#### Séries télévisées
- 1996 : Seinfeld : Hallie
- 1996 : Nash Bridges : Kerry
- 1997 : Wings : Shannon Carson
- 1997 : Le Caméléon (The Pretender) : Kimberly Green
- 1998 : Pacific Blue : Allie McGuire
- 1998 : Les dessous de Palm Beach (Silk Stalkings) : Alex
- 1998 : Caroline in the City : Monica
- 1998 : Buddy Faro : Cookie Logan
- 1998 - 1999 : Les jumelles s'en mêlent (Two of a Kind) : Nancy Carlson
- 1999 : Cold Feet : Amours et petits bonheurs (Cold Feet) : Gina
- 1999 : Associées pour la loi (Family Law) : Cindy
- 1999 : Sarah (Time of Your Life) : Jessica
- 1999 : Friends : La femme à la fenêtre
- 1999 - 2000 : Profiler : Kate Wilton
- 2000 : Bull : Jennifer
- 2000 : Mon ex, mon coloc et moi (Cursed) : Hannah
- 2000 : Nash Bridges : Susan Porter
- 2001 : Dark Angel : Daphne
- 2001 : Voilà ! : Stella Rudin
- 2002 : Ellie dans tous ses états (Watching Ellie) : Diane Singer
- 2002 : Philly : Karen Caulfield
- 2002 : Division d'élite (The Division) : Lynn Dart
- 2004 : New York Police Blues (NYPD Blue) : Corrine O'Malley
- 2005 / 2007 / 2009 - 2011 / 2016 - 2019  : Supernatural : Mary Winchester
- 2006 : Monk : Coach Hayden
- 2007 : Esprits criminels (Criminal Minds) : Helen Douglas
- 2009 : Trust Me : Beverly
- 2010 : Dr House (House M.D) : Lulu
- 2012 : NCIS : Los Angeles : Agent Bell, NCIS
- 2014 : Intelligence : Susan Hawkins
- 2014 : Mentalist (The Mentalist) : Sylvia Hennigan
- 2015 : Rizzoli and Isles : Mary Hope
- 2015 : Con Man : La steward
- 2022 : 9-1-1 : Capitaine Pamela Shore
- 2022 : Star Trek : Strange New Worlds : Eldredth
- 2022 : Star Trek : Prodigy : Cadet Huur'A (voix)

#### Téléfilms
- 1999 : Au-delà des profondeurs (Avalon : Beyond the Abyss) de Philip Sgriccia : Dr Hannah Nygaard
- 2000 : Noriega : L'Élu de Dieu (Noriega : God's Favorite) de Roger Spottiswoode : Yogi
- 2002 : Fidel de David Attwood : Une reporter
- 2007 : Tant d'amour à donner (Love's Unfolding Dream) d'Harvey Frost : Marty Davis
- 2007 : McBride : Dogged de John Larroquette : Laurie Carter
- 2007 : Le Bonheur d'être aimé (Love's Unending Legacy) de Mark Griffiths : Marty Davis